# Дубки (Ломоносовский район)
Дубки́ (фин. Vanhakontu) — деревня в составе Пениковского сельского поселения Ломоносовского района Ленинградской области.

## История
Впервые деревня упоминается в «Переписной окладной книге Водской пятины» 1500 года как Поддубье Артуево во Веденском Дудоровском погосте.
В «Отдельных книгах Водской пятины» 1615 года, как деревня «в дубине (пустошь)».
В переписи Дудергофского погоста Ингерманландии за 1696 год упоминается как деревня швед. Wanhakåndu при мызе швед. Prånsmåissio.
На шведской «Генеральной карте провинции Ингерманландии» 1704 года она обозначена как деревня швед. Vanakondo.
Деревня Ванакондо упоминается на «Географическом чертеже Ижорской земли» Адриана Шонбека 1705 года.
Селение Дубки обозначено на карте Санкт-Петербургской губернии Я. Ф. Шмидта 1770 года.
Деревня являлась вотчиной императора Александра I, из которой в 1806—1807 годах были выставлены ратники Императорского батальона милиции.
На «Топографической карте окрестностей Санкт-Петербурга» Военно-топографического депо Главного штаба 1817 года она упомянута как деревня Дубки из 10 дворов.
Деревня Дубки из 15 дворов обозначена на «Топографической карте окрестностей Санкт-Петербурга» Ф. Ф. Шуберта 1831 года.

ДУБКИ — деревня принадлежит государю великому князю Михаилу Павловичу, число жителей по ревизии: 43 м. п., 42 ж. п. (1838 год)

На этнографической карте Санкт-Петербургской губернии П. И. Кёппена 1849 года она обозначена как деревня «Wanhakontu», расположенная в ареале расселения эвремейсов. В пояснительном тексте к этнографической карте указано количество её жителей на 1848 год: эурямёйсет — 50 м. п., 51 ж. п., савакотов — 2 ж. п., всего 103 человека. Ингерманландцы относились к лютеранскому приходу Тюрё.

ДУБКИ — деревня Ораниенбаумского дворцового правления, по просёлочной дороге. (1856 год)

В 1860 году деревня Дубки насчитывала 15 дворов.

ДУБКИ — деревня Ораниенбаумского дворцового ведомства при колодцах, по левую сторону приморского просёлочного тракта в 18 верстах от Петергофа, число дворов — 19, число жителей: 43 м. п., 46 ж. п. (1862 год)

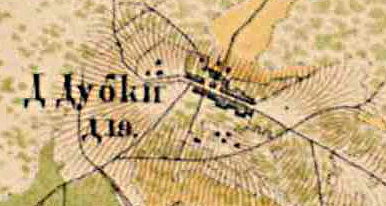
Деревня Дубки на карте 1885 года

В 1885 году деревня насчитывала 19 дворов.
Согласно материалам по статистике народного хозяйства Петергофского уезда 1887 года мыза Дубки площадью 162 десятины принадлежала тайному советнику В. А. Ратькову-Рожнову, она была приобретена в 1877 году за 68 000 рублей.
В 1900 году в деревне открылась школа. Учителем в ней работал Й. Тисниекка.
В конце XIX века деревня административно относилась к Ораниенбаумской волости 2-го стана Петергофского уезда Санкт-Петербургской губернии, в начале XX века — 3-го стана. По приходским данным население деревни было исключительно финским.
К 1913 году количество дворов увеличилось до 22.
С 1917 по 1923 год деревня входила в состав Дубковского сельсовета Ораниенбаумской волости Петергофского уезда.
С 1923 года в составе Троцкого уезда.
С 1924 года в составе Броннинского сельсовета.
С 1926 года вновь в составе Дубковского сельсовета. Согласно данным переписи населения СССР 1926 года в деревне Дубки проживали 156 человек — большинство ижоры, а также финны.
С 1927 года в составе Ораниенбаумского района.
С 1928 года вновь в составе Броннинского сельсовета.
По данным 1933 года деревня Дубки входила в состав Бронинского сельсовета Ораниенбаумского района.

План деревни Дубки. 1939 год

Согласно топографической карте 1939 года деревня насчитывала 36 дворов, в деревне была своя школа.
По данным 1966, 1973 и 1990 годов деревня Дубки также входила в состав Бронинского сельсовета Ломоносовского района.
В 1997 году в деревне Дубки Бронинской волости проживали 68 человек, в 2002 году — 43 человека (русские — 79 %).
В 2007 году в деревне Дубки Пениковского СП — 70 человек.

## География
Деревня расположена в северной части района на автодороге 41К-625  (Большая Ижора — Пеники), к западу от административного центра поселения.
Расстояние до административного центра поселения — 4 км.
Расстояние до ближайшей железнодорожной платформы Дубочки — 1,5 км.

## Демография
| 1862 | 2002 | 2007 | 2010 | 2017 |
| ---- | ---- | ---- | ---- | ---- |
| 89   | ↘43  | ↗70  | ↗76  | ↘53  |

## Транспорт
Через Дубки проходят автобусные маршруты № 691 и № 691А.

## Улицы
Гражданская, Лесная, Подгорная, Садовая, Центральная.